# Bticino
BTicino S.p.A. (prononcé : [bitiˈtʃiːno]) est une entreprise italienne de travail des métaux qui opère dans le domaine des équipements électriques basse tension utilisés pour le résidentiel, l'emploi et la production. 
Bticino propose des solutions pour la distribution d'énergie, pour la communication (interphones et interphones vidéo) et pour le contrôle de la lumière, du son, du climat et de la sécurité.

## Histoire
Fondée en 1936 par les frères Arnaldo, Luigi et Ermanno Bassani sous le nom de Ticino Electric Switches pour produire des petits articles en métal de différentes applications. Depuis 1948, l'entreprise est devenue Bassani SpA et se spécialise dans la fabrication de composants électriques utilisés à l'intérieur des maisons, afin de répondre à la demande croissante résultant de la reconstruction post-conflit.
En 1989, Bassani Ticino rejoint le groupe français Legrand, changeant son nom en BTicino. Bticino a été la première entreprise à concevoir les interrupteurs comme des meubles (pas seulement comme des composants industriels), en développant un traitement spécifique visant à améliorer la qualité du produit et à simplifier la mise en œuvre.
L'entreprise est devenue connue sur le marché italien dans les années 1950 ; "Domino" et "Sicura" sont les noms de la première série qui remporte un grand succès. Les produits des années 1960 se caractérisent par la facilité de montage et par la modularité : ils avaient répandu la boîte rectangulaire, qui représente la norme actuelle. La série Magic (1961) est le premier boîtier de prise de courant avec interrupteurs modulaires.